# Ed Guiney

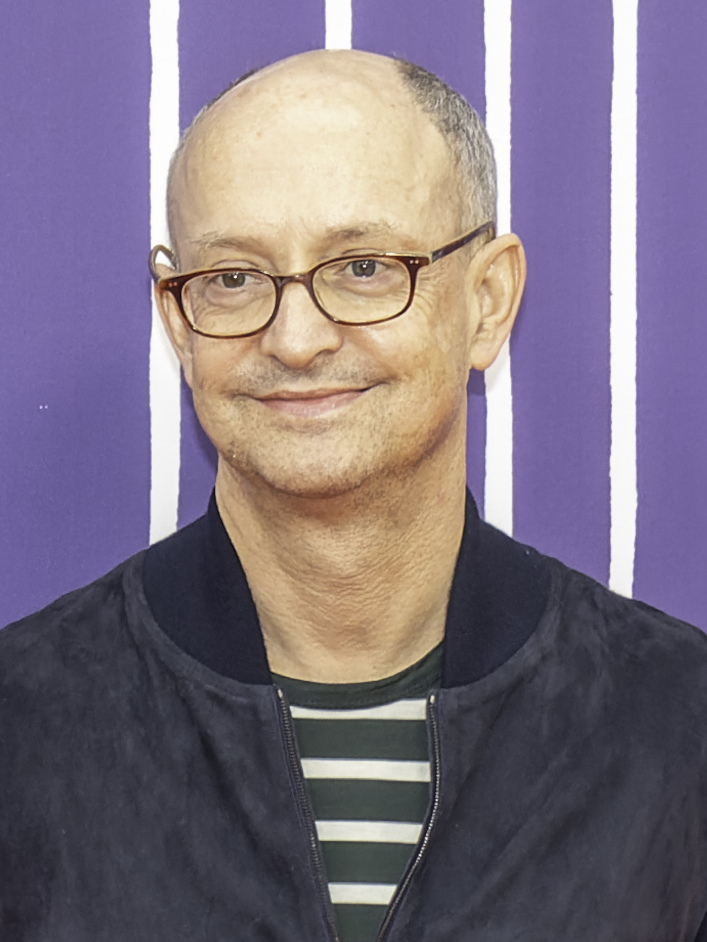
Ed Guiney (2023)

Ed Guiney (* 18. Februar 1966 in Dublin) ist ein irischer Filmproduzent. Er ist zusammen mit Andrew Lowe Mitgründer von Element Pictures und derzeitiger Firmenchef der Produktionsgesellschaft.

## Leben
Ed Guiney begann seine Filmkarriere in den frühen 1990ern und produzierte einige Filme für das britische und irische Fernsehen. Seine größten Erfolge, die er unter anderem für Temple Films realisierte, waren Guiltrip – Der Ehekrieg (1995), Random – Nichts ist wie es scheint (2001), Die unbarmherzigen Schwestern (2002), der vielfach ausgezeichnete Fernsehfilm Omagh – Das Attentat (2004), die Zombiekomödie Boy Eats Girl (2005) sowie  Adam & Paul (2004). Er war außerdem an Lassie kehrt zurück (2005) beteiligt.
2005 gründete er zusammen mit Andrew Lowe die britisch-irische Produktionsfirma Element Pictures und wurde deren Firmenchef. Mit dieser produzierte er unter anderem The Guard – Ein Ire sieht schwarz (2011), Shadow Dancer (2012) und Frank (2014) über den Künstler Chris Sievey. Er produzierte außerdem einige Folgen der Fernsehserie Ripper Street. Für seine Leistungen wurde er 2014 mit dem „Koproduzentenpreis – Prix Eurimages“ des Europäischen Filmpreises ausgezeichnet.
Bei der Oscarverleihung 2016 wurde der von ihm produzierte Film Raum für den Oscar als Bester Film nominiert. Bei der Oscarverleihung 2019 folgte eine zweite Nominierung, die er mit Ceci Dempsey, Giorgos Lanthimos und Lee Magiday für The Favourite – Intrigen und Irrsinn erhielt. Hinzu kam u. a. die Auszeichnung mit dem British Independent Film Award sowie beim Europäischen Filmpreis 2019 der Preis für den Besten Film. Eine dritte Nominierung gab es bei der Oscarverleihung 2024 für Poor Things.

## Filmografie (Auswahl)
- 1991: 3 Joes (Kurzfilm)
- 1995: Guiltrip – Der Ehekrieg (Guiltrip)
- 1998: The Tale of Sweety Barrett
- 2001: Disco Pigs
- 2001: Random – Nichts ist wie es scheint (On the Edge)
- 2002: Die unbarmherzigen Schwestern (The Magdalene Sisters)
- 2004: Omagh – Das Attentat (Omagh)
- 2004: Adam & Paul
- 2005: Boy Eats Girl
- 2005: Lassie kehrt zurück (Lassie)
- 2007: Garage
- 2010: Die Republik der Bäume (All Good Children)
- 2011: The Guard – Ein Ire sieht schwarz (The Guard)
- 2011: Cheyenne – This Must Be the Place (This Must Be the Place)
- 2012: Shadow Dancer
- 2012–2013: Ripper Street (Fernsehserie)
- 2014: Frank
- 2015: The Lobster
- 2015: Raum (Room)
- 2017: The Killing of a Sacred Deer
- 2017: Ungehorsam (Disobedience)
- 2018: The Little Stranger
- 2018: The Favourite – Intrigen und Irrsinn (The Favourite)
- 2021: The Souvenir Part II
- 2022: Das Wunder (The Wonder)
- 2022: The Eternal Daughter
- 2022: Chevalier
- 2023: Poor Things
- 2024: Kinds of Kindness
- 2024: September & July (September Says)
- 2025: Pillion